# Brachythecium microsericeum
Brachythecium microsericeum är en bladmossart som beskrevs av Dixon in Blatter och J. Fernandez 1931. Brachythecium microsericeum ingår i släktet gräsmossor, och familjen Brachytheciaceae. Inga underarter finns listade i Catalogue of Life.